# Галатея
 Тази статия е за нереидата.  За спътника вижте Галатея (спътник).  
Галатея в древногръцката митология е една от нереидите, в която бил силно влюбен циклопът Полифем. Олицетворява спокойното, окъпано в слънце море. Тя обаче обичала сицилиански младеж на име Ацис/Акид, когото Полифем убил със скала в пристъп на ревност. Безутешната Галатея превърнала алената кръв, изтичаща от любимия ѝ в бистра рекичка. (Овидий, „Метаморфози“. XIII 750— 897).
Галатея е и една от петдесетте сирени.
Името е често приписвано и на една от статуите на митологичния скулптор Пигмалион.
Има и опера от Георг Хендел – „Ацис, Галатея, Полифем“.